# France Gall
France Gall (født 9. oktober 1947 i 12. arrondissement i Paris under navnet Isabelle Genevieve Marie Anne Gall, død 7. januar 2018 i Neuilly-sur-Seine) var en fransk sangerinde. Hun var musikalsk aktiv fra 1963 til 1997 og opnåede stor succes. Senere var hun protektor for organisationen Cœurs de Femmes.
Hun vandt Eurovision Song Contest 1965 for Luxembourg med sangen "Poupée de cire, poupée de son".
I august 1987 udgav hun sangen "Ella, elle l'a" som en hyldest til Ella Fitzgerald.
Hun døde den 7. januar 2018 efter to års kræftsygdom.